# Polipetes
Polipetes (en grec antic Πολυποίτης), va ser, segons la mitologia grega, un fill de Pirítous, rei dels làpites, i d'Hipodamia.
Va néixer el mateix dia que el seu pare expulsava els centaures del mont Pelió. La seva mare va morir al cap de poc de néixer ell, i el seu pare se'n va anar a Atenes, a la cort de Teseu. Quan va ser a l'edat viril, va succeir el seu pare en el regne dels làpites. Amb el seu amic Leonteu figura entre els pretendents d'Helena, i per això va prendre part a la guerra de Troia per venjar Menelau. Comandava un contingent de quaranta naus, segons el Catàleg de les naus a la Ilíada. Se li atribuïa la mort de diversos herois troians al camp de batalla (Damas, Dreseu...). Va concòrrer als jocs fúnebres organitzats en honor de Pàtrocle, i figura entre els grecs que van entrar a Troia dins del cavall de fusta. Quan va haver caigut Troia, Polipetes i Leonteu van acompanyar Calcant que es va dirigir per terra a Colofó.